# タンチョウ債
タンチョウ債（タンチョウさい）は北海道が発行する住民参加型市場公募地方債（通称「ミニ公募債」）である。

## 概要
- タンチョウ債ははまなす債と共に2004年に発行を開始。毎年度12月に発行されており2011年で8回発行された。
- 償還期間は3年で、発行価格は額面100円あたり100円00銭であるため表面利率がそのまま応募者利回りとなる。また、利子は半年ごとに支払われ、償還日には一括償還される。
- 発行額は1回の募集につき100億円である。
- 購入できる者は北海道内に居住する者、または、北海道内に事業所等のある法人・団体に限られる。
- 購入単位は1万円であり、購入限度額は制限されていない。

## 発行実績
発行実績は下記の通りである。また、集められた資金を充てた事業も併記する。
| 発行年度 | 表面利率（％） | 利率決定日 | 募集期間             | 発行日   | 対象事業                                                                       |
| -------- | -------------- | ---------- | -------------------- | -------- | ------------------------------------------------------------------------------ |
| 2004     | 0.30           | 12月3日    | 12月6日から12月15日  | 12月27日 | 一般公共事業                                                                   |
| 2005     | 0.48           | 12月2日    | 12月5日から12月20日  | 12月26日 | 道路整備事業                                                                   |
| 2006     | 1.10           | 12月5日    | 12月6日から12月19日  | 12月25日 | 道路整備事業                                                                   |
| 2007     | 1.00           | 11月30日   | 12月3日から12月19日  | 12月27日 | 直轄道路事業費                                                                 |
| 2008     | 1.00           | 11月28日   | 12月1日から12月18日  | 12月26日 | 一般公共事業                                                                   |
| 2009     | 0.50           | 11月27日   | 11月30日から12月17日 | 12月25日 | 一般公共事業                                                                   |
| 2010     | 0.36           | 11月26日   | 11月29日から12月17日 | 12月27日 |                                                                                |
| 2011     | 0.26           | 11月28日   | 11月29日から12月16日 | 12月26日 | 道路・公園・河川などの整備や、福祉施設・スポーツ施設などの公共施設等の建設など |

## 取扱金融機関
取扱金融機関は下記の通りである。（2011年度発行分）
- 北洋銀行
- 北海道銀行
- 野村證券
- みずほ証券
- 大和証券キャピタル・マーケッツ
- SMBC日興証券
- 三菱UFJモルガン・スタンレー証券
- みずほインベスターズ証券
- 東海東京証券
- 岡三証券
- 上光証券

## 特典
- 購入した者には北海道遺産の写真が印刷された「ご購入感謝カード」が進呈される。